# Hugh Marlowe

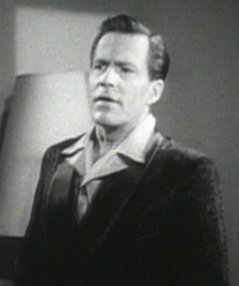
Hugh Marlowe în All About Eve (1950)

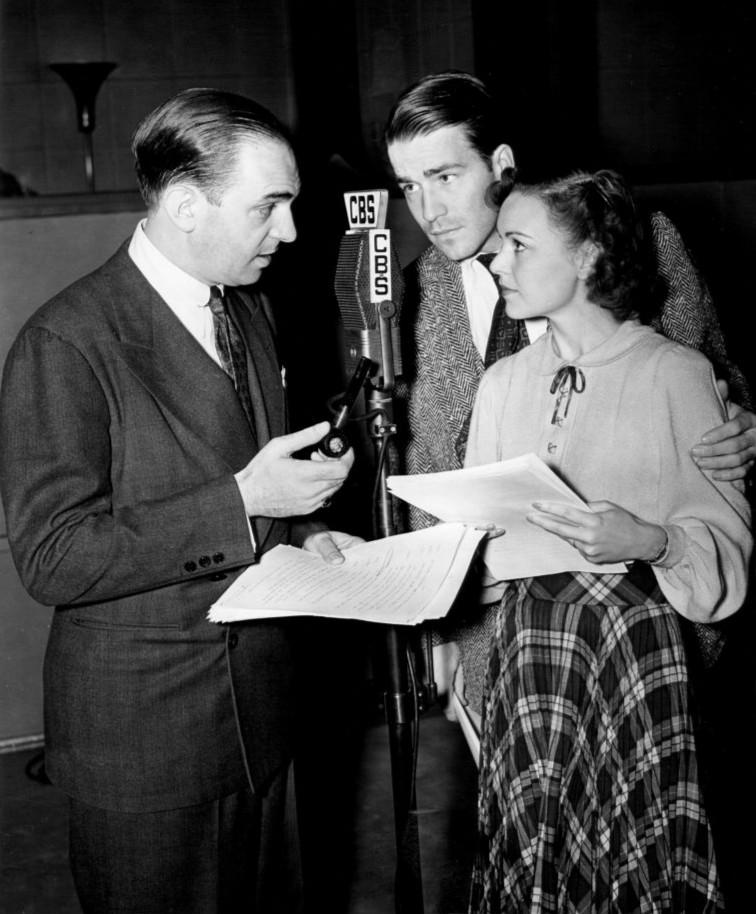
Marlowe (centru) ca Ellery Queen cu Santos Ortega (ca Inspectorul Queen, tatăl lui Ellery)) și Marian Shockley (ca asistenta lui Ellery) în The Adventures of Ellery Queen, 1939.

Hugh Marlowe (n. 30 ianuarie 1911 – d. 2 mai 1982, New York) a fost un actor american de film, televiziune, teatru și de radio.
Marlowe s-a născut ca Hugh Herbert Hipple în Philadelphia, Pennsylvania. A început cariera de actor de teatru în anii 1930 la Pasadena Playhouse din California.

## Viața personală
Marlowe a fost căsătorit de trei ori:
- Cu actrița Edith Atwater (divorțat în 1946)
- Cu actrița K. T. Stevens (1946–68), cu care are doi copii cu Marlowe.
- Cu Rosemary Torri (1968–82), cu care are un copil cu Marlowe.

## Filmografie parțială
Mrs. Parkington (1944)

Meet Me in St. Louis (1944)

Come to the Stable (1949)

Twelve O'Clock High (1949)

Night and the City (1950)

All About Eve (1950)

Rawhide (1951)

Mr. Belvedere Rings the Bell (1951)

The Day the Earth Stood Still (1951)

Wait Till the Sun Shines, Nellie (1952)

Monkey Business (1952)

The Magnetic Monster (1953)

Casanova's Big Night (1954)

Garden of Evil (1954)

Illegal (1955)

Earth vs. the Flying Saucers (1956)

World Without End (1957)

Elmer Gantry (1960)

Birdman of Alcatraz (1961)

Rawhide episodul "Incident of the Champagne Bottles" (1961)

Panic in Year Zero! (1962)

Seven Days in May (1964)

How to Steal the World (1968)

The Last Shot You Hear (1969)